# مورتن كريستيانسن (لاعب كرة قدم)
مورتن كريستيانسن (بالدنماركية: Morten Christiansen)‏ هو لاعب كرة قدم دنماركي، ولد في 4 يناير 1978 في آرهوس في الدنمارك. لعب مع آرهوس جمناستيك فورينينغ ونادي لينغبي ونادي هورسينس.

## وصلات خارجية
- مورتن كريستيانسن على موقع قاعدة بيانات كرة القدم.إي يو (الإنجليزية)